# تلری
تلری نام خاندانی خیالی بر اساس داستانی از تالکین می‌باشد.
تلری سومین و بزرگترین دسته از الفهای سفر بزرگ بودند که ناندور و سیندار از آنها هستند. تلری آخرین دسته از الدار بودند که قلمرو قدسی رسیدند و در آلکوالونده در سواحل غربی دریای بزرگ ساکن شدند.